# 井上瞳
井上 瞳（いのうえ ひとみ、1992年11月30日 - ）は、日本の元AV女優。オールプロモーション所属。

## 略歴・人物
2014年にデビューした巨乳AV女優。

## 出演作品

### アダルトDVD
2014年
- 絶頂を知りたくてAVデビューします! 責められ続けてイッちゃいました♥（4月11日、ホイップ）
- もう一度逢いたくて…♥ 久しぶりの快感は凄いです!AVセックスにハマッちゃいました♥（5月9日、ホイップ）
- 過激すぎるド素人娘 4時間スペシャル 15（6月13日、S級素人）他出演:西灯里、松岡すず、松本ほのか、滝本アリサ[要出典]
- 顔出し!女子大生限定 マジックミラー号 徹底検証! 男女の友情は成立する!?in池袋 友達関係のリアル素人大学生が日本一エローい車MM号の中で二人っきり♥ 人生初の真正中出し編!（7月1日、ディープス）他出演:井上英李、川菜美鈴 ほか[要出典]
- ワケあり回春睾丸マッサージ 〜究極の射精体験へと導く人妻たち〜（7月11日、BAZOOKA）他出演:鳴美れい、さとう遥希、川菜美鈴、大槻ひびき[要出典]
- 「中に出して…夫と子供には内緒」 自宅で愚痴聞き屋に中出しセックスをせがむ美人人妻たち 2（7月25日、S級素人）他出演:麻衣子、まりあ[要出典]
- 温泉街で見つけた一般男女が出会ってすぐに「混浴モニター体験」 初対面でいきなり裸同士!の即席カップルは、入浴中に火が付くまで何分? 3（8月7日、SODクリエイト）他出演:白咲碧、澤村千沙、茜あずさ[要出典]
- ペニバン逆アナル（8月7日、ROCKET）他出演:内村りな、長瀬あおい、小沢樹里
- 生中出し若妻ナンパ! 5 文京区編（8月8日、S級素人）他出演:飯岡かなこ、西灯里、冴君麻衣子[要出典]
- ターゲットはビキニの巨乳お姉さん! ちびっこセクハラ水着撮影会 〜エロガキが水着美女をイタズラ激写スケベなカレンダープロジェクト〜（8月21日、ROCKET）他出演:藤嶋唯、内村りな、長瀬あおい[要出典]
- 夫婦で挑戦! 夫が飯岡かなこの凄テクを20分我慢できたら賞金! イカされちゃったら妻が寝取られ中出しSEX!!（9月13日、はじめ企画）共演:飯岡かなこ[要出典]
- 旦那の居ない自宅、平日午後1時 ベランダオナニー・玄関外おしっこ・パイパン剃毛 「お隣さんに見られたらもう生きていけない…」羞恥でオマ○コ汁滴る玄関先露出セックス（9月25日、SODクリエイト）他出演:若菜みなみ、仲村茉莉恵[要出典]
- Hカップ超敏感イキ過ぎボイン ボイン井上瞳ボックス（10月1日、ABC）
- おっぱい速報!! 05（10月5日、OPPAI）
- おはズボッ! ちょっと早すぎ、急すぎ、いきなりすぎる!（10月20日（レンタル）/12月26日（セル）、アテナ映像）他出演:川上彩乃、河愛雪乃、白咲碧、萌芭
- 一人でアダルトショップに入店する女は絶対スケベ!アダルトグッズを勧めると絶対に食いついてくる!（10月24日、SCOOP）他出演:茜あずさ、藤北彩香、Maika[要出典]
- 嫁の友達と不倫しちゃった俺（11月8日、AKNR）他出演:吉村みさき、高岡リョウ
- 全裸爆乳ガイド付きバスツアー（11月13日、E-BODY）
- ニーハイ×敏感Gカップ少女（11月23日、無垢）※「ひとみ」名義
- 子供大好きHカップ保母さん 大量中出し! お姉さんと一緒にイッパイ赤ちゃん作ろッ♥（11月19日、エムズビデオグループ）
- そのオンナ爆乳につき、狙われた客室係 Hカップ97cm井上瞳（11月21日、チェリーズ）
- 「そこの巨乳お姉さん!童貞君の射精のお手伝いをしてくれませんか?」 自慢のおっぱいでパイズリ挟射!してもらうつもりが優し過ぎて童貞喪失筆おろしセックス!までしてくれました。（11月25日、ナンパJAPAN）※「ちあき」名義　他出演:みき、すみこ、みのり[要出典]
- 優しく跨る巨乳お姉さん♥（12月1日、MOODYZ）
- パイパン全裸奴隷 夫の部下に剃毛調教された爆乳妻（12月1日、Fitch）
- 新人AV女優 井上瞳がクリスタル映像にドキドキの体験入社?!（12月5日、クリスタル映像）
- ゴールデンタイム! おっぱい乱交（12月7日、ゴールデンタイム）共演:北川エリカ、星咲優菜、綾瀬みなみ
- エロいスクール水着のGカップ少女 中出しのできる 無垢ナ女子校生限定ソープランド（12月13日、無垢）
- Hカップ97cm 現役女子大生読者モデル井上瞳、親近感あふれる笑顔と癒しのスピリチャルオーラで同性の読者層からも絶大な支持を得ている好感度モデル。彼女がモデルになると絶対売れるヒット商品!! 「部屋とYシャツとメガネ巨乳」 7（12月19日、チェリーズ）
- 愛情たっぷりに寄り添う、ぴったり密着手コキ（12月19日、SEX Agent）他出演:水野朝陽、草刈みずき、戸部睦実、内村りな、水原さな、園崎美弥、新堂れな、木島すみれ

2015年
- 巨乳専門店 ソープランド ニュー波多野へようこそ（1月1日、ZUKKON/BAKKON）共演:波多野結衣、北川瞳、優菜真白
- 新任人妻 女教師苛め 〜恥辱の輪姦実習〜（1月7日、マドンナ）
- 〔パパとママには言えないお嬢様の秘密の遊び♥〕 現役女子大生 混浴温泉セックスぶらり旅 学生生活の最後は大事に育てられた大きな胸で誘惑した見知らぬ男性客と生ハメ中出し大乱交の思い出作り♥（1月8日、ディープス）共演:清水理紗、枢木みかん、青葉優香
- 美巨乳娘の汗と潮 デカチン激イキSEX ボイン井上瞳ボックス 2（1月19日、ABC）